# Barrio de la Cabecera Tercera Sección
Barrio de la Cabecera Tercera Sección, eller bara Cabecera Tercera Sección, är en ort i Mexiko, tillhörande kommunen Almoloya de Juárez i den västra delen av delstaten Mexiko, i den centrala delen av landet. Orten hade 2 243 invånare vid folkräkningen 2010.